# Elvira Repetto-Trisolini
Elvira Repetto-Trisolini, també coneguda com a Elvira Suardi-Repetto, (1849 - Milà, 18 de setembre de 1922) fou una soprano de coloratura operística i professora de cant.

## Biografia
Fou filla de músic i de la seva esposa, una actriu dramàtica que es deia Suardi de cognom. Elvira va pujar a un escenari quan tenia cinc anys, en una representació de I due Foscari de Giuseppe Verdi. Va estudiar al Conservatori de Milà amb el professor Francesco Lamperti. Va obtenir un premi del conservatori quan tenia 17 anys. Present al concurs, el director de l'òpera de Varsòvia la va contractar per a la seva temporada, debutant amb La sonnambula de Vincenzo Bellini i cantant més tard Il barbiere di Siviglia de Gioachino Rossini i I puritani de Bellini. De Varsòvia va marxar a Odessa i més tard a Nàpols i després a Milà, on al Teatro Manzoni va cantar L'ombra de Friedrich von Flotow.
Es va convertir molt ràpidament en una estrella mundial. Va començar la carrera com a Elvira Repetto Suardi, però després de casar-se l'any 1873 amb l'empresari Giovanni Trisolini (?-1901), un napolità que gestionava teatres a la seva ciutat i que a més fou director i fundador del diari Il trovatore, va passar a ser coneguda com a Elvira Repetto-Trisolini. Abans de l'any 1887 ja havia cantat a molts països d'Amèrica del Sud i Mèxico, a més de molts teatres arreu Europa, tant del Nord del continent com de l'Est i Centreeuropa.
El 1873 va cantar al Royal Opera House del Covent Garden de Londres, el 1878 a Buenos Aires, al Teatro Colon.
Els anys 1880 va actuar amb èxit als principals escenaris mundials d’òpera: Viena (1881), Roma (1882), Lisboa (1879), Milà (1885 i 1890), Nàpols, Montecarlo, Buenos Aires (1885) i les temporades 1885 a 1887 de l’Òpera Imperial italiana de Sant Petersburg.
Els crítics de Nova York van assenyalar l'any 1887 la lleugeresa i la puresa de la veu d'Elvira, així com la seva gamma excepcional, en particular l’ària de l'escena de la bogeria del personatge Lucia de l’òpera Lucia di Lammermoor de Gaetano Donizetti que, segons el The New York Times, solia interpretar de forma transposada, en un to per sobre de l'original.
El crític de La Vanguardia va qualificar la representació d'Elvira a l'escenari del Gran Teatre del Liceu de Barcelona de 1888, en el paper d'Isabella de l'òpera Roberto il Diabolo de Giacomo Meyerbeer, com a "un triomf excepcional", tot assenyalant que no tenia igual en gràcia. El mateix 1888, Elvira va cantar a l'obertura d'un nou teatre d'òpera a Buenos Aires, al costat de Francesco Tamagno.
Altres papers importants d'Elvira foren el de Gilda de Rigoletto i Violetta de La Traviata de Verdi, Elvira de I puritani de Vincenzo Bellini, Ophelia d'Hamlet d'Ambroise Thomas, i els papers principals de Linda di Chamounix de Donizetti i de Martha de Friedrich von Flotow.
Per anys, algunes de les seves participacions en escenaris d'òpera foren:
- 1872: al Teatro Mercadante de Nàpols, va representar l'òpera Camöens de Pietro Musone.[7][8]
- 1873:
  - durant la temporada de quaresma, va representar al Teatro della Commedia de Milà l'òpera L'ombra de Friedrich von Flotow, en una nova revisió en italià.
  - el 7 de juny va representar al Teatro Rossini de Torí la versió revisada de l'òpera Il cadetto di Guascogna de Serafino Amedeo De Ferrari.[9]

- 1879: al Teatro São Carlos de Lisboa, va cantar La traviata (Violetta) a partir de 19 de febrer.

- 1882: al Teatro Contanzi de Roma va representar Rigoletto (en el paper de Gilda), a partir del 2 de maig, i Il barbiere di Siviglia (en el paper de Rosina) de Gioachino Rossini, a partir del 8 de maig.[10]
- 1884: al Teatro Regio de Torí, en la seva temporada de primavera, va interpretar I puritani.
- 1887:
  - Al Teatro La Fenice de Venècia, va representar el paper principal de Lucia di Lammermoor, a partir del 4 de gener.[11]
  - Al Teatro Politeama Olimpo de Buenos Aires, va representar Faust (Margherita), Rigoletto (Gilda), Gli Ugonotti (Margherita di Valois) i I puritani.
- 1888: al Gran Teatre del Liceu, va representar, durant la temporada d'hivern 1888-1889, les òperes Lucia di Lammermoor a partir del 23 d'octubre (com a Lucia), Rigoletto a partir del 10 de novembre (Gilda), Gli Ugonotti de Meyerbeer a partir del 14 de novembre i Roberto il Diabolo a partir del 8 de desembre.
- 1889: a partir del novembre, al Teatro dal Verme de Milà, va representar I puritani, Beatrice di Tenda, una obra també de Vincenzo Bellini, i Lucia di Lammermoor, ja al mes de desembre.
- 1894: al Teatro Reinach de Parma, va participar en la primera representació a la ciutat de l'òpera Pagliacci (com a Nedda) de Ruggero Leoncavallo, a partir del 20 de gener.[12]

Després de retirar-se dels escenaris, Elvira Repetto-Trisolini es va dedicar a l'ensenyament del cant a la ciutat de Milà, on morí el 1922. Els deu últims anys de la seva vida es trobava paralitzada sense poder deixar el llit.
La seva germana Vittoria Repetto fou també cantant d'òpera (mezzosoprano).